# Heaven Is a Place on Earth
Singles de Belinda Carlisle
Since You've Gone
(1986) I Get Weak
(1988)
Heaven Is a Place on Earth est une chanson interprétée par la chanteuse américaine Belinda Carlisle, sortie en single le 18 septembre 1987 comme premier extrait de l'album Heaven on Earth (en).
Elle est écrite et composée par Rick Nowels et Ellen Shipley (en).
Elle connaît un grand succès international, se classant en tête des ventes dans plusieurs pays. C'est le plus important succès de la carrière de Belinda Carlisle, que ça soit en solo ou avec son groupe The Go-Go's.
La chanson vaut à Belinda Carlisle une nomination au Grammy Award de la meilleure chanteuse pop en 1988.

## Clip
Le clip vidéo est réalisé par Diane Keaton. Le mari de Belinda Carlisle, Morgan Mason (en), y fait une apparition.

## Reprises
Le morceau a été repris par des artistes aussi variés que le groupe allemand Gregorian en 2003, le projet de dance Soda Club, la même année (classé 13e au Royaume-Uni et 22e en Irlande,), le groupe Virus Incorporation en 2005 (classé 20e en Allemagne), le groupe de folk/power metal italien Elvenking sur l'album Two Tragedy Poets (...and a Caravan of Weird Figures) en 2008, le groupe de punk rock américain MxPx en 2009, le chanteur de R'n'B américain U-Jean en 2011.
La mélodie a également été reprise par une artiste allemande, Mia Julia, pour son titre Oh Baby issu de l'album Frech laut sexy en 2015.

## Utilisation dans les médias
Heaven Is a Place on Earth peut être entendue sur la bande originale de plusieurs films : Romy et Michelle, 10 ans après, American Pie : Marions-les !, Wild Child ou encore Love, et autres drogues.
La chanson est également utilisée dans des séries télévisées, notamment la série britannique Black Mirror dans le quatrième épisode de la troisième saison intitulé San Junipero en 2016.
En 2018, elle est reprise par les acteurs Brendan Scannell, Melanie Field et Birgundi Baker dans une scène du troisième épisode de la série télévisée Heathers. La version originale est utilisée dans la scène finale de l'épisode.
La série télévisée The Handmaid's Tale : La Servante écarlate l'utilise par deux fois : en 2019, elle sert de fil conducteur lors de l'épisode 9 de la saison 3,.
En 2021, elle est reprise par l'actrice Elisabeth Moss dans une scène de l'épisode 3 de la saison 4.
Heaven Is a Place on Earth est utilisée dans l'épisode 4 de la série britannique It's a sin diffusée à partir du 22 janvier 2021 sur Channel 4 en Grande Bretagne puis à partir du 22 mars 2021 sur Canal + en France.

## Classements hebdomadaires et certifications
| Classement (1987-1988)                 | Meilleure position |
| -------------------------------------- | ------------------ |
| Afrique du Sud (Springbok Radio)       | 1                  |
| Allemagne (GfK Entertainment)          | 3                  |
| Australie (Kent Music Report)          | 2                  |
| Autriche (Ö3 Austria Top 40)           | 10                 |
| Belgique (Flandre Ultratop 50 Singles) | 3                  |
| Canada (RPM 100 Singles)               | 3                  |
| États-Unis (Billboard Hot 100)         | 1                  |
| Europe (Eurochart Hot 100)             | 1                  |
| Irlande (IRMA)                         | 1                  |
| Italie (FIMI)                          | 6                  |
| Norvège (VG-lista)                     | 1                  |
| Nouvelle-Zélande (RMNZ)                | 1                  |
| Pays-Bas (Nederlandse Top 40)          | 7                  |
| Pays-Bas (Single Top 100)              | 7                  |
| Royaume-Uni (UK Singles Chart)         | 1                  |
| Suède (Sverigetopplistan)              | 1                  |
| Suisse (Schweizer Hitparade)           | 1                  |

| Pays                  | Certification | Unités certifiées |
| --------------------- | ------------- | ----------------- |
| Canada (Music Canada) | Or            | 50 000            |
| Danemark (IFPI)       | Or            | 45 000            |
| Royaume-Uni (BPI)     | Platine       | 600 000           |